# 奇图尔
奇图尔（Chittoor），是印度安得拉邦奇图尔县的一个城镇。总人口152966（2001年）。

## 人口
该地2001年总人口152966人，其中男性77044人，女性75922人；0—6岁人口16613人，其中男8487人，女8126人；识字率75.41%，其中男性为81.10%，女性为69.63%。